# Lycosa horrida
Lycosa horrida är en spindelart som först beskrevs av Eugen von Keyserling 1877.  Lycosa horrida ingår i släktet Lycosa och familjen vargspindlar.
Artens utbredningsområde är Colombia. Inga underarter finns listade i Catalogue of Life.